# Alquízar
Alquízar es un municipio y ciudad localizado en la provincia cubana de Artemisa. Hasta finales de 2010 perteneció a la provincia de La Habana. 
El poblado de Alquizar fue fundado en 1616, y es la población más antigua de la actual provincia de Artemisa. El municipio incluye además del pueblo de Alquízar los poblados de Pulido, Dágame y el poblado pesquero de Guanímar.
Por su situación en la sección occidental de la llanura roja Habana-Matanzas su suelo es rico y fértil y muy aprovechado para el cultivo de vegetales, tubérculos y hortalizas debido a la demanda de los mismos por el mercado de la capital de la Isla. 
Posee también una importante industria textil (Alquitex) y es la sede de la Universidad de Ciencias Pedagógicas de la provincia "Rubén Martínez Villena", que recibe su nombre del destacado revolucionario comunista.
Del 16 de marzo de 1799 data la iglesia parroquial católica Purísima Concepción y San Agustín, construida en unos terrenos donados por Juana de la Osa, siendo su primer párroco Ambrosio de María Escobar.
El 20 de octubre de 1863 llegó el ferrocarril a Alquízar.
En el paseo está el gimnasio de Paulo Emilio Gracias Pérez y el tanke del cerro ahí es Alejandro Rodríguez Gonzales.

## Hermanamiento
- Huehuetlán (México), desde 2002.[2]